# بيير ليبو
بيير ليبو هو ممثل كندي، ولد في 22 يوليو 1954 بمونتريال في كندا.

## وصلات خارجية
- بيير ليبو على موقع IMDb (الإنجليزية)
- بيير ليبو على موقع ألو سيني (الفرنسية)
- بيير ليبو على موقع ميوزك برينز (الإنجليزية)
- بيير ليبو على موقع أول موفي (الإنجليزية)
- بيير ليبو على موقع قاعدة بيانات الفيلم (الإنجليزية)
- بيير ليبو على موقع كينوبويسك (الروسية)